# Renault Fuego

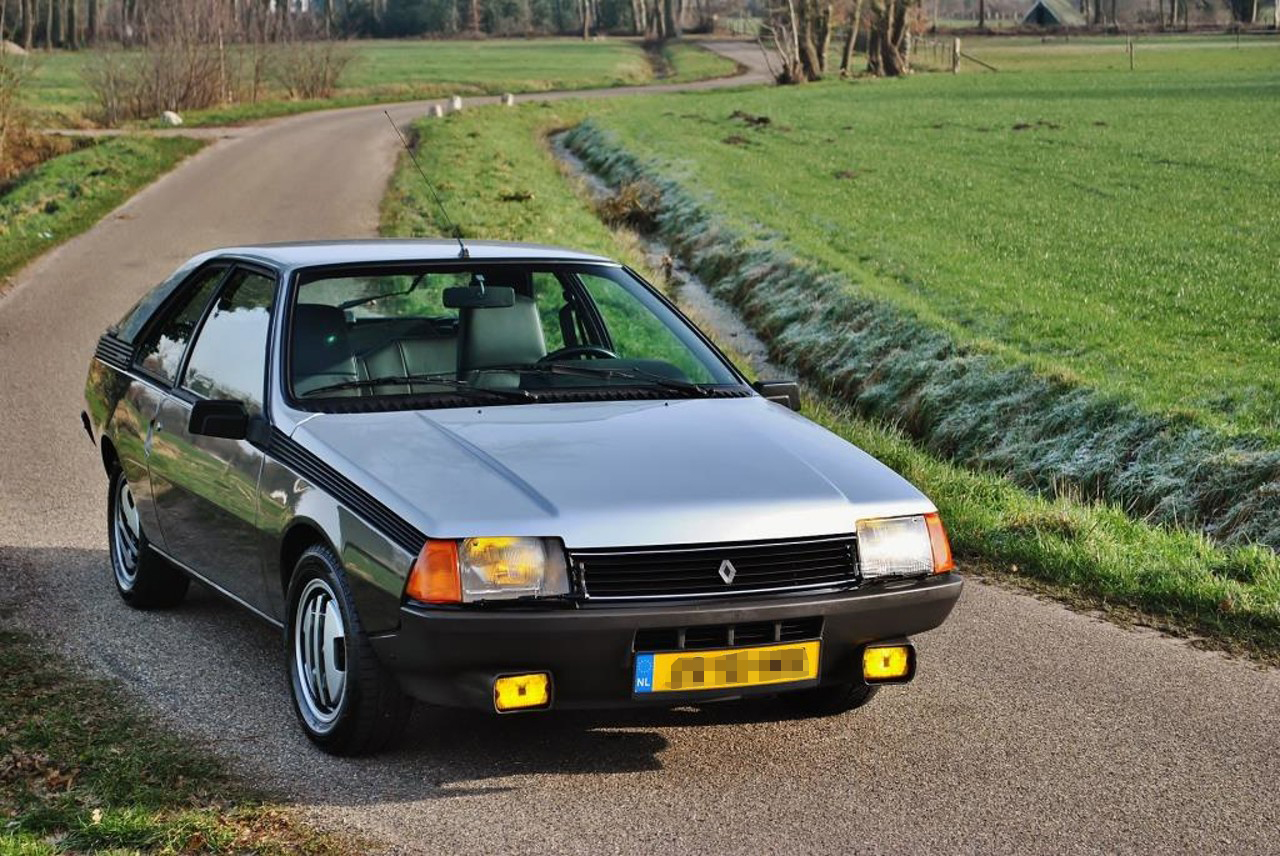
Renault Fuego GTX 1982

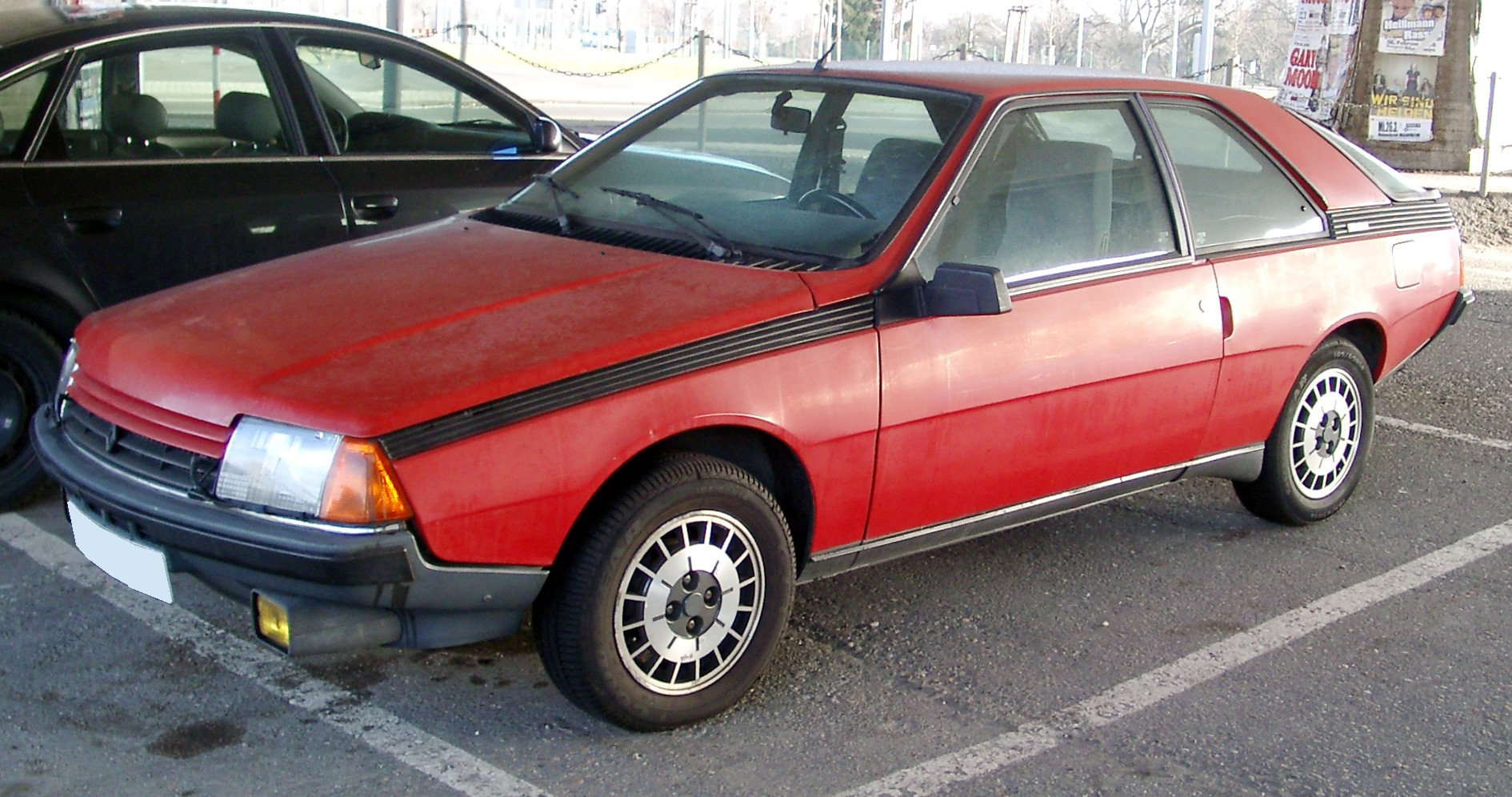
Renault Fuego Turbo

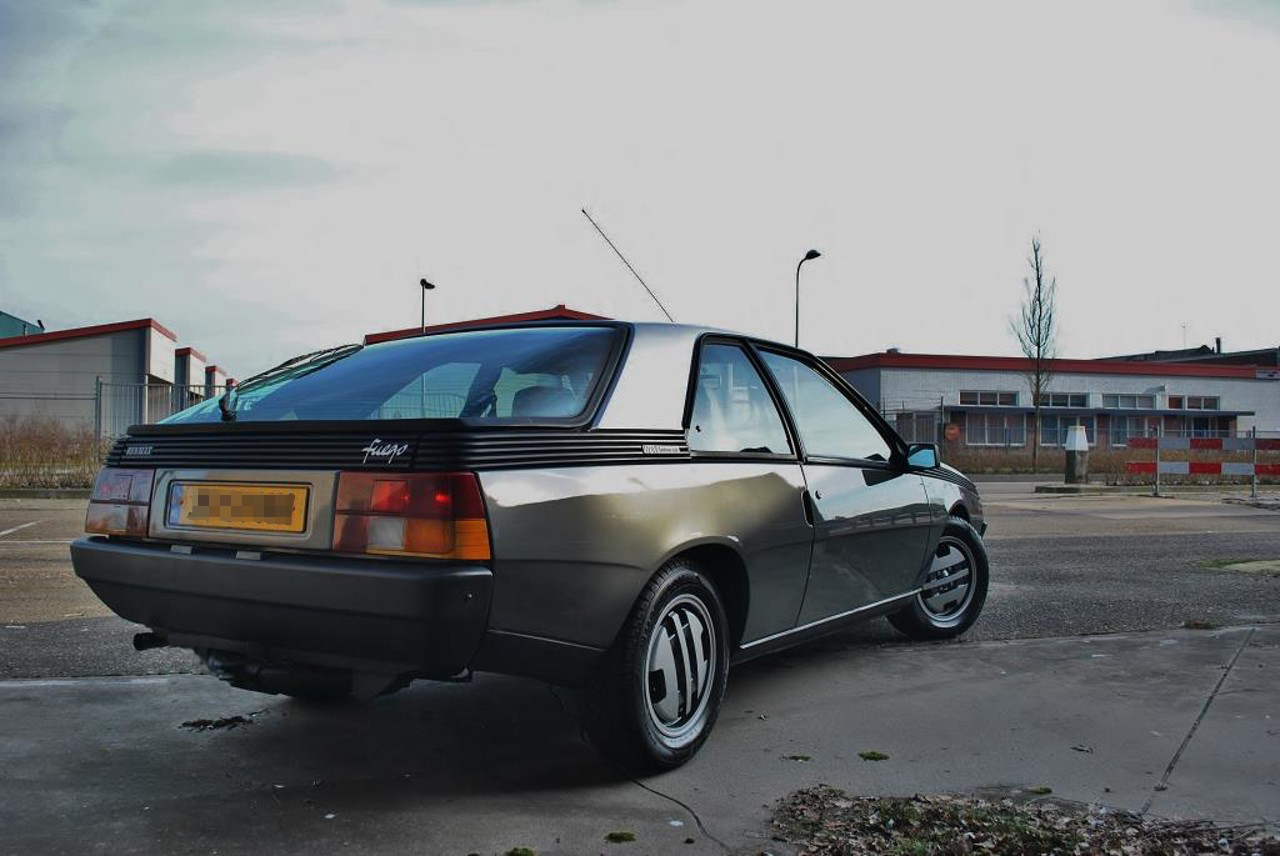
Renault Fuego GTX 1982 rear view

De Renault Fuego (Spaans voor "vuur") is een automodel van de Franse autoproducent Renault, die de opvolger was van de Renault 15 en 17 coupés uit de jaren '70. De Renault Fuego is een driedeurs coupé gebouwd vanaf 1980 tot en met 1986 in Europa en nog tot 1995 in Argentinië.
Het ontwerp van de Fuego komt van hand van Michel Jardin, die op dat moment werkte onder Robert Opron (verantwoordelijk voor de Citroën SM, Citroën GS, Citroën CX, en later onder andere de Renault 25 in 1984). Een aantal bijzondere kenmerken van het ontwerp zijn de handgreeploze deuren, de grote bolle glazen achterruit en een geribbelde streep over de gehele zijkant die de auto als het ware in tweeën verdeelt. De vormgeving was anno 1980 zeer modern en maakte de Fuego een opvallende verschijning.
De Renault Fuego is gebaseerd op de Renault 18 en deelt hiermee onder andere het onderstel en aandrijving, maar beschikte wel over een nieuw ontwikkelde voorwielophanging. Het dashboard komt ook rechtstreeks uit de Renault 18 en sommigen noemen de auto daarom ook wel de '18 coupé. 
De auto is de eerste in massa geproduceerde vierzits-coupé die met behulp van een windtunnel is ontworpen. Dit resulteerde in een uitstekende CW-waarde van 0,32-0,35 - afhankelijk van model en jaar. In oktober 1982 was de uitvoering met turbo-dieselmotor op dat moment de snelste auto met dieselmotor met een topsnelheid van 180 km/u.
De Fuego is ook de allereerste personenauto met op afstand werkende centrale deurvergrendeling dankzij de introductie van het PLIP systeem in oktober 1982, en de eerste auto met radiobediening aan het stuur (vanaf 1983). 
Er waren 5 motortypes beschikbaar en 5 uitrustingsniveaus:
- 1397cc 64pk benzinemotor (Fuego TL, Fuego GTL)
- 1647cc 95pk benzinemotor (Fuego TS, Fuego GTS)
- 1647cc 132pk benzinemotor met turbo (Fuego Turbo)
- 1995cc 110pk benzinemotor (Fuego TX, Fuego GTX)
- 2068cc 88pk dieselmotor met turbo (niet op alle markten)
- 2165cc 102pk benzinemotor met brandstofinjectie en katalysator (Fuego TX/GTX voor de Duitse en Amerikaanse markt)
- 2165cc 116pk benzinemotor (Zuid-Amerikaanse markt)

De Renault Fuego is in Europa vrijwel uit het straatbeeld verdwenen en zeer zeldzaam geworden al rijden er over de hele wereld nog vele duizenden exemplaren rond en begint de Fuego de status van oldtimer te krijgen. In Nederland en België zijn er nog een kleine tweehonderd, waarvan ongeveer 100 geregistreerd.

## Tijdlijn
- 1980 - Introductie van de Fuego. Verkrijgbaar als TL and GTL met een 1.397 cc motor (47 kW; 63 pk), met handmatige choke), en GTS met een 1.647 cc motor (71 kW; 95 pk), met automatische choke), met een 4-versnellingen versnellingsbak op de TL and GTL, 5-versnellingen handbak of 3-traps automaatbak op de GTS. De TL uitvoering is de basis-uitvoering met 155 SR 13 banden, achterruitverwarming, in delen neerklapbare achterbank, en stoffen bekleding.
- 1981 - Waarschuwingslichtje laag brandstofniveau standaard op alle uitvoeringen. Modificatie versnellingsbak GTS.
- 1981 - Introductie van de TX and GTX uitvoeringen met een 1.995 cc motor (110 PK; 81 kW ) met 5-bak. 3 Traps automaatbak verkrijgbaar voor de 2 liter TX vanaf september 1981.
- 1982 - De GTL heeft standaard een 5-bak. GTS uitgevoerd met elektronische ontsteking. GTS, TX (verschilt per land), en GTX standaard uitgevoerd met centrale vergrendeling. De 2.1 L Turbo Diesel wordt geïntroduceerd. De Fuego met 1.6 L injectiemotor en turbo uitvoeringen worden geïntroduceerd in de Verenigde Staten via de Renault/American Motors dealers.
- 1984 - Een kleine facelift met o.a. aanpassingen aan de grille, bumpers, velgen en een vernieuwd dashboard. Uitvoeringen voor de VS zijn vanaf nu uitgevoerd met een 2.2 liter motor.
- 1985 - Einde productie Frankrijk, vanwege de komst van de Renault 21.

(Zuid-Amerika)
- 1986 - Productie in Spanje stopt en de productielijnen verhuizen naar Argentinië en Venezuela.
- 1987 - Productie hervat in Argentinië (met enkel de 2.165 cc motor 85 kW; 114 PK) en Venezuela.
- 1990 - Introductie van de phase III GTA met o.a. nieuwe bumpers, knipperlichten, en donkere achterlichten. De snellere GTA Max uitvoering wordt geïntroduceerd in Argentinië met een 2.2 motor en 123 PK (90 kW) door Berta Motorsport.
- 1995 - Productie in Zuid-Amerika stopt.